# Bureau international des poids et mesures
Pour les articles homonymes, voir BIPM.
- États membres
- États associés
- Anciens membres
- Anciens associés

Le Bureau international des poids et mesures (BIPM) est l'organisation intergouvernementale établie le 20 mai 1875 par la signature à Paris d'un traité international destiné à assurer « l'unification internationale et le perfectionnement du Système métrique » et connu depuis sous le nom de Convention du Mètre. Ses États membres agissent en commun concernant les sujets liés à la science des mesures et aux étalons de mesure. Le BIPM a pour mission de maintenir le Système international d'unités (SI).
Le BIPM est situé au pavillon de Breteuil dans le parc de Saint-Cloud près de Paris, où il jouit d'un statut dérogatoire au droit commun du fait d'un accord de siège du 25 avril 1969. Son accès est au 12 bis, Grande-Rue à Sèvres (son adresse postale est également rattachée à Sèvres) bien que les bâtiments soient physiquement situés sur le territoire de Saint-Cloud.
Le BIPM a deux organes de gouvernance :
- La Conférence générale des poids et mesures (CGPM) est l'organe plénier du BIPM. Elle est formée des délégués des États parties à la Convention du Mètre. La CGPM se réunit tous les quatre ans en moyenne. La dernière réunion de la CGPM (27e réunion) s'est tenue à Versailles en novembre 2022. Lors de la 26e réunion de la CGPM qui a eu lieu du 13 au 16 novembre 2018 à Versailles, les définitions de quatre des sept unités de base du Système international d'unités (SI) ont été révisées (le kilogramme, l'ampère, le kelvin et la mole).
- Le Comité international des poids et mesures (CIPM) assure la direction et la surveillance exclusives du BIPM. Il est placé sous l'autorité de la CGPM. Il est composé de dix-huit membres, tous de nationalité différente afin d'assurer une large représentation de la communauté scientifique. Le CIPM dirige tous les travaux métrologiques que les États membres décident de faire exécuter en commun. Il peut soumettre des projets de résolution à la CGPM. Pour ce faire, il s'appuie sur les travaux des dix comités consultatifs qui couvrent l'ensemble des domaines de la science.

## Missions

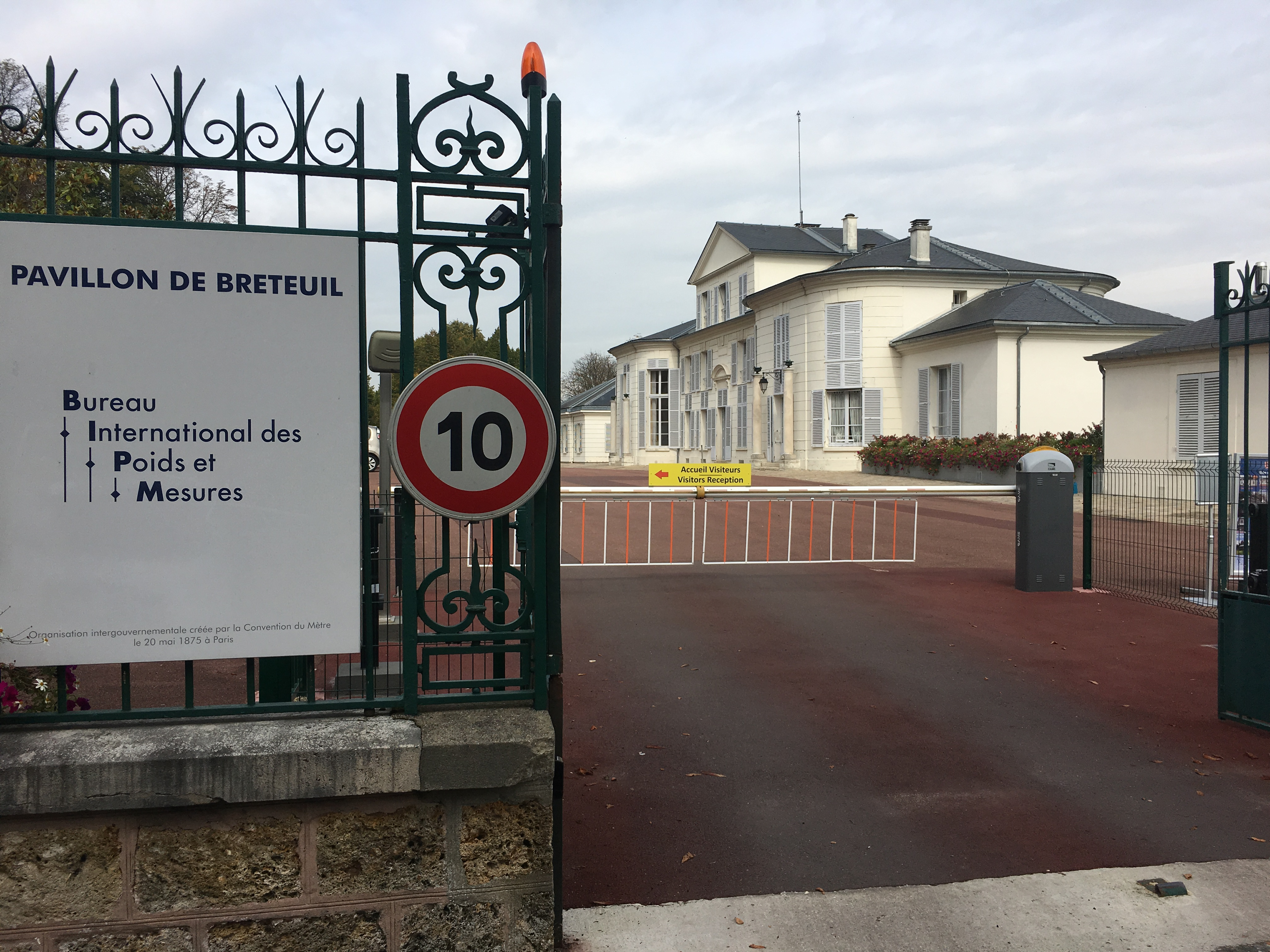
Le pavillon de Breteuil, siège du Bureau international des poids et mesures, en 2017.

Sceau original du BIPM.

Selon le plan stratégique 2022, le BIPM a pour missions :
- de représenter le SI dans le but de renforcer son adoption et son impact ;
- d'être un centre pour la collaboration scientifique et technique entre les États membres ;
- de coordonner le SI[4].

Ces différentes missions impliquent notamment la coordination du temps universel coordonné (UTC) ainsi que d'établir le temps atomique international (TAI).

## Histoire

### Origine et fondation
Le 26 mars 1791, l'Assemblée nationale adopte par décret un système de poids et de mesures fondé sur une unité de base de longueur : le mètre. À partir du 1er janvier 1840, le système métrique est rendu obligatoire en France.
À l'occasion de l'Exposition universelle de Paris en 1867, un comité des poids et mesures voit le jour et se prononce en faveur de l'adoption universelle du système métrique. Cette même année, la conférence géodésique internationale recommande la construction d'un nouvel étalon du mètre et se prononce également pour la création d'un bureau international des poids et mesures.
Napoléon III approuve par décret le 1er septembre 1869 la création d'une commission scientifique internationale ayant pour but de propager l'usage général du système de mesure métrique. La Commission internationale du mètre se tient à Paris d'abord en 1870 puis en 1872. Les travaux de cette commission aboutissent à la fabrication de nouveaux prototypes métriques. Le 20 mai 1875 est signée à Paris la convention du Mètre par dix-sept États. Le Bureau international des poids et mesures est créé à cette occasion.
Dans un premier temps, le Bureau international des poids et mesures a pour mission de fabriquer les prototypes internationaux du mètre et du kilogramme qui constituent les deux unités fondamentales. Pour cela, le BIPM est doté d'un crédit de 260 000 francs et l'immeuble domaniale du pavillon de Breteuil ainsi que ses dépendances lui sont attribués.

### XIXeetXXesiècles
Dans les années qui suivent sa fondation, le BIPM établit les nouveaux étalons internationaux, selon les missions qui lui ont été confiées. Les nouveaux étalons sont fabriqués sur la base des anciens étalons fondamentaux fabriqués au XVIIIe siècle mais avec de meilleurs matériaux. Ces étalons sont sanctionnés en 1889 par la première conférence générale des poids et mesures (CGPM). Des étalons sont ensuite distribués aux pays signataires de la convention du mètre. C'est la première étape de la diffusion du système métrique.
Avec les progrès réalisés dans le domaine de la physique et de la métrologie au cours du XIXe siècle, plusieurs initiatives pour créer un système d'unité reposant sur un système de grandeurs physiques. En effet, le développement de l'électricité et des recherches sur le champ magnétique vont aboutir à l'établissement du système CGS, un système métrique d'unités physiques reposant sur le centimètre, le gramme et la seconde.
En 1901, Giovanni Giorgi montre qu'il est possible de fusionner les trois unités mécaniques (mètre, kilogramme et seconde) avec le système d'unités électriques pour constituer un système unique et cohérent. Une quatrième unité de nature électrique est ainsi ajoutée aux unités de base.
En 1921, la Convention du Mètre est révisée et permet au BIPM d'étendre ses compétences aux unités électriques et photométriques. En 1948, la CGPM demande au BIPM de procéder à une enquête internationale en vue d'étudier l'établissement d'une réglementation complète concernant les unités de mesure. Ces travaux sont interrompus par la Seconde Guerre mondiale mais sont validés en 1954 par la CGPM qui adopte le nouveau système fondé sur le mètre, le kilogramme, la seconde, l'ampère, le degré kelvin et la candela. Ce système prend en 1960 le nom de système international d'unités (SI). Le BIPM en devient alors le garant. Pour satisfaire les besoins de la chimie, la CGPM ajoute en 1971 une septième unité au SI : la mole.

## Directeurs
| No | Nom                       | Pays d'origine | Mandat      | Note                  |
| -- | ------------------------- | -------------- | ----------- | --------------------- |
| 1  | Gilberto Govi             | Italie         | 1875-1877   |                       |
| 2  | Johannes Pernet           | Suisse         | 1877-1879   | Directeur par intérim |
| 3  | Ole Jacob Broch           | Norvège        | 1879-1889   |                       |
| 4  | Jean-René Benoît          | France         | 1889-1915   |                       |
| 5  | Charles-Édouard Guillaume | Suisse         | 1915-1936   |                       |
| 6  | Albert Pérard             | France         | 1936-1951   |                       |
| 7  | Charles Volet             | Suisse         | 1951-1961   | Directeur honoraire   |
| 8  | Jean Terrien              | France         | 1962-1977   |                       |
| 9  | Pierre Giacomo            | France         | 1978-1988   |                       |
| 10 | Terry J. Quinn            | Royaume-Uni    | 1988-2003   | Directeur honoraire   |
| 11 | Andrew J. Wallard         | Royaume-Uni    | 2004-2010   | Directeur honoraire   |
| 12 | Michael Kühne             | Allemagne      | 2011-2012   |                       |
| 13 | Martin J.T. Milton        | Royaume-Uni    | Depuis 2013 | Mandat en cours       |